# Stanley Orme
Stanley Orme, baron Orme, (5 avril 1923-27 avril 2005) est un homme politique britannique du Parti travailliste. Il est député de 1964 à 1997 et ministre du Cabinet dans les années 1970.

## Jeunesse
Stan Orme est né à Sale, Cheshire. Il fait ses études dans une école technique, qu'il quitte en 1938 pour devenir apprenti instrumentiste. Il rejoint à la RAF en 1942, devenant un bombardier-navigateur, servant au Canada et en Égypte. Il est démobilisé en 1947 en tant qu'adjudant.

## Carrière politique
Orme rejoint le Parti travailliste en 1944 et devient conseiller municipal de Sale en 1958. Bevaniste engagé, il soutient de nombreuses causes de gauche, notamment le Mouvement pour la liberté coloniale et la Campagne pour le désarmement nucléaire.
Il s'est présenté pour la première fois au Parlement à Stockport Sud aux élections générales de 1959, et perd face au candidat conservateur. Il est élu député de Salford West aux élections générales de 1964.
Lorsque le parti travailliste revient au pouvoir aux élections générales de février 1974, Orme est ministre d'État pour l'Irlande du Nord. Il fait bonne impression dans ce poste, avant de rejoindre le ministère de la Santé et de la Sécurité sociale en mars 1976. Le Premier ministre James Callaghan le nomme au Cabinet en septembre 1976 pour siéger aux côtés de son chef départemental David Ennals. Il conserve ce poste jusqu'en 1979.
Orme rejoint le Cabinet fantôme en 1979 en tant que porte-parole en chef de la santé et de la sécurité sociale, avant de détenir plus tard les portefeuilles Industrie et Énergie jusqu'en 1987. Après les changements de limites de circonscription pour les élections générales de 1983, il est élu pour le siège redessiné de Salford East. Il est président du Parti travailliste parlementaire (1987–1992). Il quitte la Chambre des communes aux élections générales de 1997 et il est créé pair à vie en tant que baron Orme, de Salford dans le comté du Grand Manchester le 21 octobre 1997.
Orme est un républicain. Il fait plusieurs tentatives infructueuses pour être élu au Comité exécutif national du Labour, sans percer.
Lord Orme est décédé en 2005. Un service commémoratif a eu lieu à la Chambre des lords, avec des discours de Neil Kinnock et Michael Foot. Une exception très rare a été faite par le Lord Chancelier de telle sorte que les débats ont été suspendus pendant ce service du soir.
Il épouse Irene Mary Harris en 1951. Ils n'ont pas d'enfants.